# Ekskogen
Ekskogen – miejscowość (tätort) w Szwecji, w regionie administracyjnym (län) Sztokholm, w gminie Vallentuna.
Według danych Szwedzkiego Urzędu Statystycznego liczba ludności wyniosła: 277 (31 grudnia 2015), 287 (31 grudnia 2018) i 301 (31 grudnia 2019).